# Јуриј Густинчич
Јуриј Густинчич (словен. Jurij Gustinčič, Трст, 1921 — Пиран, 2014) био је словеначки и југословенски новинар и дугогодишњи дописник београдске „Политике“ из Њујорка и Лондона.

## Биографија
Рођен је 30. августа 1921. године у Трсту (Краљевина Италија) у породици Драготина Густинчича и Анице Локар. Због политичког опредељења родитеља као комуниста, породица се више пута селила, да би се 1922. године преселили у Идрију. У Љубљани су живели до 1932. године, до одласка у Москву (тадашњи СССР). По завршетку школовања је приступио организацији совјетске комунистичке омладине „Комсомол“ и током 1939. године је започео студије историје на Московском универзитету.

## Радна биографија
Прве новинарске кораке је направио током совјетског Великог отаџбинског рата на Радио Москви у емисији на словеначком језику, а када су сви руски студенти с Московског универзитета распоређени на фронт, њега су као и другу децу страних и домаћих комунистичких активиста евакуисали у Ашхабад, главни град Туркменистана. Одатле је послат Грузију у Тбилиси, где је поново радио за Радио Москву. У 1944. године је био добровољац у Југословенској бригади у Црвеној армији.
После завршетка Другог светског рата се вратио у Београд, где је био ангажован као преводилац за руски језик у југословенским делегацијама, а у периоду од 1948. до 1951. године од стране Савезног министарства за информисање ангажован је као шеф Одељења за спољну пропаганду (Агитпроп).
Године 1955. је послат као дописник у Лондон, а од 1969. године био је дописник „Политике“ у Њујорку. Године 1967. је извештавао из Грчке, Турске, Кипра и Израела.
У Белој кући је 1980. године интервјуисао Џимија Картера. Међу малобројним извештачима присуствовао је састанку Ричарда Никсона и Јосипа Броза Тита у Белој кући. Веома обавештено је касније извештавао о афери "Вотергејт".
Током осамдесетих преселио се из Београда у Љубљану, где је радио у спољној рубрици РТВ Љубљана.
Своје коментаре објављивао је у Политици, НИН-у, Борби, Слободној Далмацији, а извештавао је и за ТВ Београд и ТВ Љубљану, од 1990. године за недељник Време, а од 1995. за словеначки недељник Младина.
Године 1988. је добио највишу награду југословенски Новинар Моше Пијаде.